# Estadio 7 de Marzo
El Estadio 7 de Marzo (en árabe: ملعب 7 مارس‎, en francés: Stade du 7-Mars) es un estadio de usos múltiples ubicado en la ciudad de Ben Gardane, Túnez. El estadio fue inaugurado en 2000 y es utilizado por el club US Ben Guerdane de la Liga Profesional de fútbol.